# Jenny d'Héricourt
Jenny d'Héricourt, född 9 september 1809 i Besançon, död 12 januari 1875 i Saint-Ouen-sur-Seine, var en fransk läkare och feminist. 
Jenny d'Héricourt tillhörde en saintsimonistisk grupp i Paris och skrev boken La femme affranchie (1880), i vilken hon försvarade kvinnorna mot attacker från Jules Michelet och Pierre-Joseph Proudhon. Hon var vän till Maria Trubnikova och anses ha varit en inspirationskälla till den begynnande kvinnorörelsen i Ryssland. År 1857 uppmanade hon Trubnikova att omge sig själv med kvinnor, men inte lägga sig i politiken: "Låt den uteslutande manliga regimen försvinna av sig själv, om du angriper den är den så stark i Ryssland att den kommer att krossa dig".